# Piper falconeri
Piper falconeri är en pepparväxtart som beskrevs av C. Dc.. Piper falconeri ingår i släktet Piper och familjen pepparväxter. Inga underarter finns listade i Catalogue of Life.